# پرچم تاسمانی
پرچم تاسمانی در ۲۵ سپتامبر ۱۸۷۶ پذیرفته شد.